# Tai Situpa
Tai Situpa (en tibetano: ཏའི་སི་ཏུ་པ་, en chino, 大司徒; pinyin, Dà Sītú; literalmente, ‘Gran Situ’ o "Gran Preceptor") es uno de los linajes más antiguos de tulkus (lamas reencarnados) en la escuela Kagyu de Budismo Tibetano  De acuerdo a la tradición, el Tai Situpa es una emanación de Maitreya, el bodhisattva que se convertirá en el próximo Buda y que se ha encarnado como numerosos yoguis indios y tibetanos desde los tiempos del Buda histórico.

## Historia
El Tai Situpa es uno de los lamas más eminentes del linaje Karma Kagyu. Chokyi Gyaltsen fue el primero en ostentar el título de "Gran Situ" (en chino, 大司徒; pinyin, Dà Sītú), que se le concedió en el 1407 por el Emperador Yongle de la dinastía Ming. Fue discípulo ceercanno de S.S. el V Karmapa, que lo nombró abad de Karma Goen, el monasterio principal del Karmapa en aquel momento. El título completo fue Kenting Naya Tang Nyontse Geshetse Tai Situpa que se abrevió a Kenting Tai Situ y significa "lejano llegado, firme, gran maestro, sostenendor de la orden".
El actual Tai Situpa, duodécima reencarnación, Pema Tönyö Nyinje nació en una familia de agricultores apellidada Liyultsang, y lo hizo en 1954 en el pueblo de Palmey, que forma parte de Palyul (wylie: dpal yul) o Baiyu, en Sichuan (China), que antaño había formado parte del Reino de Derge.
A la edad de 22, Tai Situ su nuevo monasterio, Monasterio de Palpung, Himachal Pradesh, en el nordeste de India. Ha viajado apliamanete, y realizó su primera visita a occidente en 1981 al monasterio Kagyu Samye Ling Monastery and Tibetan Centre en Escocia.
El XII Tai Situpa fue fundamental en el reconocimiento de Ogyen Trinley Dorje, uno de los protagonistas de la  controversia del Karmapa, y que le coronó en el monasterio de Tsurphu no muy lejos de Lhasa en agosto de 1992. También reconoció a Choseng Trungpa, nacido el 6 de febrero de 1989 en Chamdo, Tíbet, como la reencarnación de Chögyam Trungpa.

## Linaje de los Tai Situpas
1. Chokyi Gyaltsen (1377–1448)
2. Tashi Namgyal (1450–1497)
3. Tashi Paljor (1498–1541)
4. Mitrug Gocha (1542–1585)
5. Chokyi Gyaltsen Gelek Palzang (1586–1657)
6. Mipham Trinlay Rabten (1658–1682)
7. Lekshe Mawe Nyima (1683–1698)
8. Situ Panchen (1700–1774)
9. Pema Nyingche Wangpo (1774–1853)
10. Pema Kunzang Chogyal (1854–1885)
11. Pema Wangchuk Gyalpo (1886–1952)
12. Pema Tönyö Nyinje Wangpo (1954- )